# Oenopides (miệng hố)
Oenopides là một hố va chạm nằm gần rìa phía tây bắc của Mặt Trăng, và do đó hình ảnh của nó bị rút ngắn khi nhìn từ Trái Đất. Cấu trúc này nằm ở phía nam của hố va chạm Pythagoras nổi bật, và gắn với vành phía tây nam của hố Babbage E. Vành phía tây nam của Oenopides là một phần của rìa phía bắc của Oceanus Procellarum. Ở phía nam là hố va chạm Markov.
Cấu trúc này là một hố va chạm cũ đã bị xói mòn nghiêm trọng do các va chạm tiếp theo, để lại một vành ngoài thấp thường là đồi và có một vài vết nứt. Có một khoảng trống ở vành phía đông nam, và phần bên trong phẳng gắn với biển mặt trăng ở phía nam. Có một số miệng hố nhỏ nằm gần vành phía đông, và phần còn lại của nền được đánh dấu bằng các miệng hố nhỏ.
Ở phía tây nam là tàn dư của Oenopides R, trong đó chỉ có các phần của vành vẫn nhô lên trên bề mặt và phần vành phía nam hoàn toàn biến mất.

## Miệng hố vệ tinh
Theo quy ước, các đặc điểm này được xác định trên các bản đồ mặt trăng bằng cách đặt chữ cái ở bên cạnh điểm giữa miệng hố va chạm gần nhất với Oenopides. 
| Oenopide | Vĩ độ   | Kinh độ | Đường kính |
| -------- | ------- | ------- | ---------- |
| B        | 58,5° B | 68,6° T | 34 km      |
| K        | 55,8° B | 61,2° T | 6 km       |
| L        | 55,5° B | 61,9° T | 10 km      |
| M        | 55,5° B | 61,1° T | 6 km       |
| R        | 55,6° B | 67,9° T | 56 km      |
| S        | 58,1° B | 69,9° T | 7 km       |
| T        | 57,2° B | 68,9° T | 8 km       |
| X        | 57,5° B | 62,4° T | 5 km       |
| Y        | 57,0° B | 63,3° T | 6 km       |
| Z        | 58,9° B | 67,0° T | 7 km       |